# Oscar de Prusse (1959)
 (janvier 2020).
Le prince  Oscar de Prusse (en allemand : Oskar Prinz von Preussen), né le 6 mai 1959, est membre de la Maison de Hohenzollern, qui a régné sur la Prusse jusqu'en 1918. Il entre dans l'ordre de succession à l'ancien trône impérial allemand et royal de Prusse[réf. nécessaire]. Il est le 37e grand maître (Herrenmeister, littéralement "Maître des Chevaliers") du grand bailliage de Brandebourg de l'Ordre de Saint-Jean de Jérusalem.

## Biographie
Il est le deuxième fils du prince Guillaume-Charles de Prusse et de son épouse Armgard von Veltheim, et l'arrière-petit-fils de Guillaume II, le dernier empereur allemand et roi de Prusse. Il épouse, en octobre 1992, Auguste Zimmermann von Siefart (né en 1962) et ils ont trois enfants : le prince Oskar (né en 1993, qui épouse en avril 2024 Johanna Freiin von Jenisch), la princesse Wilhelmine (née en 1995) et le prince Albert (né en 1998). 
Le prince Oscar obtient son doctorat à l'Université libre de Berlin en 1995 et fait carrière en tant que responsable des médias, entre autres en tant que chef de la branche allemande de Discovery Channel, fondateur de KiKA, nouveau directeur des médias de Hubert Burda Media Group et directeur de la radio de Holtzbrinck Publishing Group. 
Depuis 1999, il est grand maître (Herrenmeister) de l'Ordre de Saint-Jean (Bailliage de Brandebourg), après son père le prince Wilhelm-Karl de Prusse et son grand-père le prince Oskar de Prusse. 
Il est par ailleurs un cousin éloigné des chefs des Ordres britannique et néerlandais de Saint-Jean, le prince Richard de Gloucester pour le Royaume-Uni et le Commonwealth et le prince Bernhard des Pays-Bas pour les Pays-Bas (jusqu'à son décès en 2004 et depuis vacant), et de l'Ordre suédois de Saint-Jean, le roi Charles XVI Gustave de Suède, et dont ces ordres constituent l'Alliance des Ordres de Saint Jean de Jérusalem.

## Titres et honneurs

### Titulature
- depuis le 6 mai 1959 : Son Altesse Royale[réf. nécessaire] le prince Oscar de Prusse, prince-bailli de Brandebourg.

### Distinctions
- Prusse :  Herrenmeister (Grand Maître) de l'Ordre de Saint-Jean (bailliage de Brandebourg)

## Travaux
- Guillaume II. und die Vereinigten Staaten von Amerika: zur Geschichte seiner ambivalenten Beziehung. Thèse. Freie Universität Berlin 1995. Ars Una, Neuried 1997,  (ISBN 3-89391-058-1)    .

## Voir également